# Юнгквист, Ида
Ида Юнгквист (швед. Ida Ljungqvist; 27 сентября 1981, Танзания) — танзанийско-шведская фотомодель. Она была названа Playmate месяца журнала Playboy в марте 2008 года и в 2009 году стала Playmate года. Юнгквист является первой моделью африканского происхождения и второй моделью шведского происхождения, которая была названа Playmate года. Она также является первой в истории Playmate года, публично пожертвовавшей гонорар за свой титул на благотворительную деятельность через некоммерческие благотворительные организации и фонды.
Юнгквист родилась в Танзании в семье матери-танзанийки и отца-шведа. Она была «открыта» в 2007 году Playmate года Сарой Джин Андервуд в Bebe store на Родео-драйв в Беверли-Хиллз, штат Калифорния.
Юнгквист провела вечеринку Playboy по случаю кануна Нового года в 2009 году в Майами, штат Флорида, вместе с несколькими другими Playmate.

## Личная жизнь
Поскольку её отец работал в ЮНИСЕФ, Юнгквист много путешествовала. Она говорит на английском, шведском и суахили.
С момента объявления её Playmate года Юнгквист работает с Empowerment Works, международным некоммерческим аналитическим центром. Её работа включает в себя повышение информированности об организации и сбор средств.
Юнгквист имеет степень в области дизайна моды и маркетинга и планирует изучать экономику.
В декабре 2007 года Юнгквист вышла замуж за Джошуа Р. Ланга. После 5 лет совместной жизни Ланг подал на развод в сентябре 2008 года. В ноябре 2008 года телеканал MSNBC сообщил о судебной тяжбе между ними из-за их домашнего животного — собаки породы чихуахуа.